# 모산파
모산파(茅山派) 또는 상청파(上淸派)는 3세기 말부터 4세기에 걸쳐서 성립된 도교의 일파로서 오두미도와 별개의 것이다.
교단명은 강소성(江蘇省)의 모산(茅山)을 본산으로 한 데서 유래한 것이다. 개조(開祖)는 서진(西晋)의 재상(宰相) 딸인 위화존(魏華存)이지만 제9대 종사(宗師)인 도홍경(陶弘景, 452∼536)에 의해 대성되었다. 경전으로는 《상청경(上淸經)》이라는 일군(一群)의 것이 있는데 그 중에서 《태동진경》(太洞眞經)(39장)이 대표적이다. 이들 경전은 위화존 이외의 선인(仙人)이 강림(降臨)하여 구술(口述)한 것을 적은 것이라 한다.
출가주의(出家主義)의 도교의 한 분파로 존사법(存思法)이라는 일종의 내관법(內觀法)을 중요시하고 계율도 엄격한 종파였다. 강남(江南) 지방의 귀족 층을 중심으로 전파되었고 서민에의 선교는 활발치 못하였다. 또한 왕조 권력과의 관계가 그리 깊지 못하여 교단 세력도 별로 대단치는 못했다.
그러나 《삼동경서목》(三洞經書目)의 저자인 육수정(陸修靜, 407∼477), 도홍경(陶弘景：저작에 선인(仙人)의 가르침이라는 <진고>(眞誥), 諸神이나 仙人의 계통을 밝힌 <眞靈位業圖>가 있다) 등을 배출해 내는 등 도교 교학의 형성이라는 점으로 보면 모산파는 도교 사상(史上)에 커다란 의의를 지니고 있다.

## 참고 문헌
- 이 문서에는 다음커뮤니케이션(현 카카오)에서 GFDL 또는 CC-SA 라이선스로 배포한 글로벌 세계대백과사전의 내용을 기초로 작성된 글이 포함되어 있습니다.